# آرارات آلکسانیان (فیزیولوژیست)

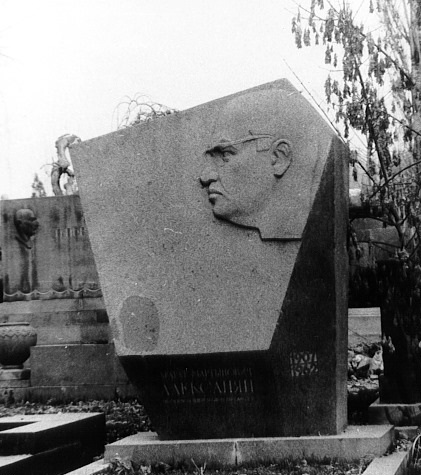

آرارات مارتیروسی آلکسانیان (ارمنی: Արարատ Մարտիրոսի Ալեքսանյան؛  زادهٔ ۱۴ نوامبر ۱۹۰۷ - درگذشته ۲۱ سپتامبر ۱۹۶۲) یک فیزیولوژیست اهل ارمنستان بود.

## زندگی‌نامه
در ۱۴ نوامبر ۱۹۰۷ در باتومی به دنیا آمد و از دانشگاه دولتی ایروان (۱۹۲۹) فارغ‌التحصیل شد. وی در انستیتو فیزیولوژی لوون اوربلی (۱۹۵۳–۱۹۵۰) (۱۹۶۲–۱۹۵۸) فعالیت می‌کرد. وی عضو مکاتبه‌ای فرهنگستان ملی علوم ارمنستان (۱۹۶۰) بود. وی همچنین برنده دانشمند شایسته ارمنستان شوروی () شده است. وی در ۲۱ سپتامبر ۱۹۶۲ در سن ۵۴ سالگی در ایروان درگذشت و در ایروان به خاک سپرده شد.

## یادداشت
1. ↑  կենսաբանական գիտությունների դոկտոր